# Pogawie
Pogawie (lit. Pagavė) – wieś na Litwie, w okręgu uciańskim, w rejonie ignalińskim, w gminie Ignalino.

## Historia
W czasach zaborów zaścianek w gminie Daugieliszki, w powiecie święciańskim, w guberni wileńskiej Imperium Rosyjskiego. W 1866 roku miał 34 mieszkańców w 4 domach, należał do dóbr skarbowych Łyngmiany. W 1905 roku liczył 77 mieszkańców.
W dwudziestoleciu międzywojennym wieś leżała w Polsce, w województwie wileńskim, w powiecie święciańskim, w gminie Daugieliszki.
W 1931 została spisana łącznie z zaściankami Cegielnia, Justyniszki i Martyniszki . W 10 domach zamieszkiwało 54 osoby.
Miejscowość należała do parafii rzymskokatolickiej w Połusze. Podlegała pod Sąd Grodzki w Święcianach i Okręgowy w Wilnie; właściwy urząd pocztowy mieścił się w Ignalinie.